# Victorino Vázquez
Victoriano Vázquez (Guadalajara, Jalisco, 28 de febrero de 1918 - Tijuana, Baja California, 26 de agosto de 1989) fue un futbolista mexicano que jugaba en la posición de mediocampista lateral izquierdo. Jugó para el Club Modelo, Club Deportivo Oro, Club Deportivo Guadalajara y la Selección Jalisco.
Nació en el barrio de Mezquitán en la ciudad de Guadalajara, Jalisco, futbolísticamente se dio a conocer en las fuerzas infantiles del Club Modelo, de donde pasó a las juveniles del Club Deportivo Oro llegando hasta la conquista de un título en la Primera Fuerza. Eso le dio la opción de ser convocado a la selección tapatía y posteriormente a la Selección Jalisco.
En 1941 participó en el VIII Campeonato Nacional, en el equipo dirigido por Filiberto Aceves al que se le llamó la "nueva ola", ya que era una selección juvenil, donde la mayoría de los jugadores que la conformaron llegarían después a la selección mayor jalisciense, ya que esta selección le daría el primer título a Jalisco en Campeonatos Nacionales que se venían celebrando desde 1928.
En 1943 con la desaparición de la Selección, se decide en portar los colores rojiblancos del Club Deportivo Guadalajara, debutando en la Copa México en el primer partido en contra del Atlas. 
Se retiró vistiendo la camiseta del Guadalajara en la temporada 1946-47, por una serie de lesiones que le impidieron seguir jugando profesionalmente. Años después, hasta 1949, jugó en equipos de Primera especial y amateurs como los diabliteros del Electro Chapala.
A su retiro se fue a vivir a la Costa del Pacífico mexicano dedicándose a formar y entrenar equipos hasta que llegó a residir en la ciudad de Tijuana, Baja California donde murió en 26 de agosto de 1989.